# 에스타디오 포시토스
에스타디오 포시토스(스페인어: Estadio Pocitos)는 우루과이 몬테비데오에 위치한 과거의 축구 경기장으로 페냐롤의 홈구장으로 사용되었던 경기장이다. 1930년 FIFA 월드컵 개막전을 포함한 단 두 경기만 이 곳에서 진행되었다.
좌석이 1,000개밖에 없는, 세상에서 가장 작은 축구 경기장이라는 이유 때문에 세월이 흐르면서 축구의 인기가 기하급수적으로 상승하자 관중들을 수용할 능력이 없다는 이유로 1940년에 폐장 후 철거 조치되었다. 

## 기록

### 1930년 FIFA 월드컵
| 날짜            | 팀 1   | 스코어 | 팀 2     | 라운드 |
| --------------- | ------ | ------ | -------- | ------ |
| 1930년 7월 13일 | 프랑스 | 4 - 1  | 멕시코   | 1조    |
| 1930년 7월 17일 | 페루   | 1 - 3  | 루마니아 | 3조    |